# Bretonnant
Un bretonnant est un locuteur du breton, langue celtique de Bretagne. L'adjectif et le nom sont dérivés du verbe bretonner qui, en ancien français signifiait parler breton.
On parle ainsi de :
- Bretagne bretonnante, la partie de la Bretagne où l'on parle breton, généralement équivalent de Basse-Bretagne,
- Breton bretonnant, personne parlant breton, et cela depuis au moins le XIIIe siècle[1]. C'est ainsi qu'il est régulièrement utilisé depuis dans diverses publications[2] et dans la presse locale, Ouest-France[3],[4] par exemple.

## Dérivation et lecture péjorative
On utilise aujourd'hui plus couramment le terme brittophones, dérivé sur le modèle plus neutre des termes anglophones et francophones. 
Tovena et Kihm (2008) ont analysé le suffixe -onnant /ɔnã/ en français et ses équivalents dans d'autres langues romanes. Ce suffixe –onnant exprime une action répétée (pluractionnel) mais jamais achevée (imperfectif) : chantonner est 'chanter imparfaitement, partiellement ou sans les paroles' ou mâchonner est 'mâcher imparfaitement, ou sans point final. 
Jouitteau (2019) a analysé la dérivation nominale spécifique du nom bretonnant. Il y a trois suffixes en français pour exprimer "locuteur de". Deux suffixes sont péjoratifs car imperfectifs: -onnant et -isant. Le nom breton se termine par la voyelle nasale /ɔ̃/, ce qui tend à favoriser morphologiquement le choix de –onnant, par rapport à sa variante –isant bretonnisant. Ces deux suffixes péjoratifs sont en concurrence d'usage avec -ophone de valeur neutre, qui donne brittophone. En français, les locuteurs de langues qui ne sont pas le français sont communément désignés par des dérivations de type imperfectif, et donc péjoratif. Quand la langue est considérée de bas statut social, les formes péjoratives -onnant/-isant d'une part et -ophone d'autre part sont dits équivalents, comme "occitanisant" vs. "occitanophone" pour dénoter les locuteurs de l'occitan. L'équivalence entre les deux choix n'est vraie que si parler occitan signifie le parler imparfaitement. Lorsque la langue a un statut officiel, cependant, l’usage de ces suffixes est clairement différencié, on a ainsi hispanisant « locuteur ou objet de style espagnol ou lié d’une manière ou d’une autre à l’espagnol ou à l’Espagne » et hispanophone « locuteur de l'espagnol (neutre) ». Les dérivations péjoratives ne sont pas disponibles pour francophone (francophone mais *franconnant, #francisant, voir leur n-gram respectif). 
La question de la dimension péjorative obligatoire de bretonnant est celle de la dimension péjorative du nom patois. La dimension péjorative est inscrite dans le lexique du français, mais des personnes aiment ces langues, ce qui crée un effet hypocoristique qui en réduit la dimension péjorative pour ces personnes. Le nom bretonnant est péjoratif sans ambiguïté dans le dialecte du français standard. Il peut cependant être chargé positivement dans le dialecte français de Basse-Bretagne.

## Sens politique
En 1861, Yan' Dargent exposait en compagnie de plusieurs Bretons, et Maxime Du Camp, comme beaucoup d'autres critiques d'art, fait remarquer ironiquement : « Il y a à l'exposition une armée de Bretons qui bretonnent à qui mieux mieux ».
Pierre Larousse, dans son Grand dictionnaire universel du XIXe siècle, donnait de bretonnant la définition suivante :

« Se dit de la partie de la Bretagne et des Bretons qui ont conservé leur ancien langage, leurs mœurs primitives : Kéronan est un vieux Breton bretonnant. (Frédéric Soulié). Je suis de la Bretagne bretonnante et, par conséquent, entêté comme un vrai Breton. (Alexandre Dumas). On peut ranger M. Poussin parmi les Bretons bretonnants les plus fidèles à la vieille Armorique ; il aime, autant que le poëte Brizeux, la terre de granit recouverte de chênes. (Théophile Gautier). »

## Ouvrages
- Article breton, bretonnant, dans Dictionnaire universel françois-latin, Paris 1743, page 1455.
- Grimault, Gildas. 2024. « Brittophone » : aux origines d’un conflit terminologique, Cahiers internationaux de sociolinguistique, pp. 71-89, en ligne.
- Jouitteau, Mélanie. 2023. 'Bretonnant, bretonnante vs. brittophone', ARBRES, wikigrammaire des dialectes du breton et centre de ressources pour son étude linguistique formelle, IKER, CNRS. en ligne.
- Jouitteau, Mélanie. 2019. 'The nativeness of Breton speakers and their erasure', Studia Celtica Posnaniensia, Volume 4: Issue 1, U. Poznań,1-26, https://doi.org/10.2478/scp-2019-0001.
- Mark Kerrain, Le Guide du bretonnant, Editions An Amzer.
- Tovena, Lucia M. et Alain Kihm. 2008. ‘Event internal pluractional verbs in some

Romance languages’, Recherches linguistiques de Vincennes 37,
http://journals.openedition.org/rlv/1687 ; DOI : 10.4000/rlv.1687.

## Voir
- baragouin[6]